# Sochaczewska Kolej Muzealna
Sochaczewska Kolej Muzealna (funkcjonująca dawniej pod nazwami Sejmikowa Kolejka Wąskotorowa w Sochaczewie (1921-1930), Powiatowa Kolej Sochaczewska (1930-1939), Sochaczewska Kolej Dojazdowa (1949-1984)) – wąskotorowa kolej turystyczna o prześwicie 750 mm.

## Linia
Tory kolei Sochaczewskiej o łącznej długości około 33 km łączyły Sochaczew z Piaskami Królewskimi i Wyszogrodem. Na trasie funkcjonowało 16 stacji i przystanków. Główną stację stanowił Sochaczew Wąskotorowy (obecnie Sochaczew Muzeum). Stacja Piaski Królewskie stanowiła punkt przeładunkowy dla drewna transportowanego kolejką leśną z Puszczy Kampinoskiej. Stacja Wyszogród położona na końcu odgałęzienia linii z Tułowic została zlokalizowana na lewym brzegu Wisły, po przeciwnej stronie niż miasto.
Linia przebiegała następująco: Sochaczew Muzeum – Sochaczew Miasto – Sochaczew Chodaków – Zwierzyniec koło Sochaczewa – Plecewice – Wólka Smolana – Brochów – Janówek – Tułowice Sochaczewskie – Wilcze Tułowskie – Kromnów – Gorzewnica – Piaski Królewskie. Na stacji Tułowice Sochaczewskie odgałęziała się mająca około 10 km długości linia Przęsławice – Wyszogród.

## Historia
Sejmikową Kolejkę Wąskotorową rozpoczęto budować w 1921 roku, 1 października 1922 oficjalnie otwarto kolej na odcinku Sochaczew – Tułowice, w sierpniu 1923 roku przedłużono linię do Piasków Królewskich, w tym samym roku  wybudowano odgałęzienie do Wyszogrodu. W 1930 roku nazwę kolei zmieniono na Powiatowa Kolej Sochaczewska.
Po kampanii wrześniowej kolej została przecięta przez granicę Generalnego Gubernatorstwa z terenami bezpośrednio wcielonymi do Rzeszy w Janówku. W 1940 roku Niemcy rozebrali odgałężenie z Tułowic do Wyszogrodu. Podczas okupacji niemieckiej kolej funkcjonowała początkowo pod nazwą Kreisbahn Sochaczew - Hohenburg - Piaski, a od 1940 roku jako Kreisbahn Sochaczew - Tulowice - Piaski.
Po wyzwoleniu kolej ruszyła 1 marca 1945 roku pod nazwą Sochaczewska Kolej Powiatowa. W 1946 roku rozpoczęto odbudowę odgałęzienia do Wyszogrodu, które uruchomiono ponownie w 1948 roku.
1 stycznia 1949 roku kolej została przejęta przez PKP i otrzymała nazwę Sochaczewska Kolej Dojazdowa.
Kolej zaprzestała regularnych przewozów 30 listopada 1984 roku (ostatni pociąg odjechał z Sochaczewa o 15:35), w 1986 r. zorganizowano na stacji Sochaczew muzeum kolei wąskotorowej. Od 1990 roku kursują sezonowe pociągi do Tułowic (lub do stacji Wilcze Tułowskie).

## Stan obecny
W chwili obecnej na Sochaczewskiej Kolei Muzealnej kursują wyłącznie pociągi turystyczne na odcinku Sochaczew – Wilcze Tułowskie. Odgałęzienie linii do Wyszogrodu i dalszy ciąg głównej linii do stacji Piaski Królewskie są nieprzejezdne.
Pociąg odjeżdża ze stacji Sochaczew Muzeum w godzinach porannych, zatrzymując się na przystankach Sochaczew-Miasto, Sochaczew-Chodaków, Brochów-Kolonia, Tułowice i dojeżdża do stacji Wilcze Tułowskie. Tam pod opieką przewodnika PTTK odbywa się godzinna wycieczka po Kampinoskim Parku Narodowym. Następnie pociąg wraca do Tułowic, gdzie na terenie Osady Puszczańskiej PTTK zorganizowane jest ognisko. Po ognisku następuje powrót do Sochaczewa. Skład zestawiony jest z zabytkowych wagonów i prowadzony jest parowozem Px29 lub spalinowozem Lxd2, albo wagonami motorowymi MBd1.

## Lokalizacja
ul. Towarowa 7, 96-500 Sochaczew
Muzeum znajduje się ok. 200 metrów od stacji PKP Sochaczew.